# Sally Jewellová
Sarah Margaret „Sally“ Roffey Jewellová (Jewell, * 21. února 1956 Londýn, Spojené království) je americká podnikatelka a politička. V letech 2013–2017 byla ministryní vnitra ve vládě Baracka Obamy. Předtím působila na různých pozicích v soukromé podnikatelské sféře.
Jejím celoživotním zájmem je ochrana přírody a životního prostředí. Mezi její úspěchy v Obamově vládě patří zlepšení vztahů mezi federálními úřady a Indiány, zavedení programů pro aktivity dětí v přírodě a prohloubení iniciativ vedoucích k větší ochraně životního prostředí.